# Jemini
I Jemini sono stati un gruppo musicale britannico originario di Liverpool e attivo dal 1995 al 2004.

## Eurovision Song Contest 2003
Il gruppo è conosciuto per aver partecipato all'Eurovision Song Contest 2003 in rappresentanza del Regno Unito con la canzone Cry Baby. Nell'occasione, però, ha totalizzato 0 punti, chiudendo all'ultimo posto (peggior risultato di sempre per il Regno Unito).

## Formazione
- Chris Cromby
- Gemma Abbey

## Discografia
Singoli
- 2003 - Cry Baby
- 2003 - Try to Love